# Bye Bye Beautiful
Bye Bye Beautilful er en single fra Nightwish. Det er bandets tredje single (hvis man medregner Eva, der kun er udgivet på nettet) med deres nye sangerinde, Anette Olzon.